# Saga Sturlu
Saga Sturlu también llamada Saga Heidarvigs es uno de los libros de la saga Sturlunga, una de las sagas islandesas que narran la historia de la Mancomunidad Islandesa. Fue escrita a principios de la década de 1200.
Saga Sturlu se centra en el conflicto entre dos caudillos, Hvammr-Sturla y Einar Þorgilsson. Sturla posee una hacienda pequeña pero es un hombre de temple e inteligente, mientras que Einar, quien posee una hacienda enorme, muestra un perfil impetuoso y actúa sin sabiduría. Sturla crece inexorablemente mientras que Einar sale perjudicado hasta que se enfrentan en un conflicto armado en 1171 que decanta la balanza a favor de Sturla. El nombre alternativo de la saga, Saga Heidarvigs, deriva precisamente de esa escaramuza armada entre ambos contendientes.